# Amalia Bereș
Amalia Bereș est une rameuse roumaine, née le 18 juin 1997 à Iași dans le village de Pașcani, sœur cadette de Mădălina Bereș avec qui elle concourre sur l'équipage du huit roumain.

## Biographie
Elle participe aux titres du huit féminin aux Championnats d'Europe de 2019 à 2022, soit quatre titres consécutifs. En 2021, le bateau ne finit pourtant que sixième de la finale des jeux olympiques d'été à Tokyo.
En 2022, elle décroche son premier titre mondial lors des Championnats du monde d'aviron 2022.

## Palmarès

### Championnats du monde
- 2022, à Račice ( République tchèque)
  -  Médaille d'or en huit

### Championnats d'Europe
- 2019 à Lucerne ( Suisse) :
  -  Médaille d'or en huit
- 2020 à Poznań ( Pologne) :
  -  Médaille d'or en huit
- 2021 à Varèse ( Italie) :
  -  Médaille d'or en huit
- 2022 à Munich ( Allemagne) :
  -  Médaille d'or en huit
  -  Médaille de bronze en Quatre sans barreur